# Операция „Слънцестоене“
Операция „Слънцестоене“ (на немски: Unternehmen Sonnenwende) е една от последните германски настъпателни операции на Източния фронт по време на Втората световна война (от 15 до 18 февруари 1945 г.). Ядрото на ударната група е съставено от войски на СС, разположени в Померания.
Според плановете на германското командване се предполага, че генерал Хайнц Гудериан ще извърши голяма офанзива и ще удари фланга на 1-ви Белоруски фронт на север от река Варта. 61-ва армия (генерал-полковник П. А. Белов) и 2-ра гвардейска танкова армия (С. И. Богданов) отблъскат атаките на 11-та СС танкова армия на генерал Ф. Щайнер и 3-ти СС танков корпус М. Унрайн.
С ответен удар Г. К. Жуков побеждава германската армия (Източнопомеранска операция).
Първоначално операцията е планирана като голяма офанзива с цел обкръжаване на настъпващите съветски сили и окупиране на Кюстрин. Но поради ограниченото време, прибързаното планиране от германците и добрата работа на съветското разузнаване, операцията се проваля. Въпреки провала на операцията съветското командване (щаб) трябва да отлага планираната атака срещу Берлин от февруари за април. През това време съветските войски прочистват Померания и Силезия от германските войски, като по този начин си осигуряват фланговете. Остатъците от 11-та СС армия отстъпват отвъд Одер.

## Компютърни игри
- Men of War: Assault Squad 2. Unternehmen Sonnenwende